# Vojaški ordinariat Paragvaja
Vojaški ordinariat Paragvaja (špansko Obispado Castrense del Paraguay) je rimskokatoliški vojaški ordinariat, ki je vrhovna cerkveno-verska organizacija in skrbi za pripadnike oboroženih sil Paragvaja.
Sedež ordinariata je v Asunciónu.

## Škofje
- Augustin Rodríguez (7. december 1965 - 1969)
- Juan Moleón Andreu (1. februar 1972 - 20. september 1980)
- Eustaquio Pastor Cuquejo Verga (5. maj 1992 - 15. junij 2002)
- Ricardo Valenzuela Rios (24. maj 2003 - 25.junij 2010)
- Adalberto Martínez Flores (14. marec 2012 - danes)